# Cosme da Silva Campos
Cosme da Silva Campos, detto Campos (Pedro Leopoldo, 21 dicembre 1952), è un ex calciatore brasiliano, di ruolo attaccante.

## Biografia
In seguito al ritiro dal mondo del calcio si è trasferito a Pedro Leopoldo, sua città natale, per gestire una lavanderia insieme a sua sorella.

## Caratteristiche tecniche
Giocava come attaccante, ricoprendo il ruolo di centravanti.

## Carriera

### Club
Cresciuto nel settore giovanile dell'Atlético Mineiro, si trasferì nel 1972 al Nacional di Manaus, per poter prendere parte per la prima volta al campionato nazionale. Il suo debutto si rivelò promettente, dato che in venticinque incontri segnò quattordici reti. Trasferitosi all'Atlético in vista del Terceiro Campeonato Nacional de Clubes, fece il suo esordio con la nuova maglia il 12 settembre contro il Rio Negro. Il 18 novembre 1973, in seguito alla partita contro il Vasco da Gama, fu trovato positivo al test antidoping, dato che furono trovate nel suo organismo tracce di efedrina, sostanza proibita. La CBD optò per una squalifica di sei mesi, sebbene il giocatore asserisse di aver assunto autonomamente dei farmaci per curare il dolore procurato dalla rottura di tre denti (occorsa peraltro in occasione dell'incontro del Maracanã contro lo stesso Vasco del 4 novembre), e che ignorava che questi medicamenti contenessero la sostanza dopante. Tornò a giocare nel 1974, ancora condizionato psicologicamente dal provvedimento comminatogli, e disputò ancora due stagioni con l'Atlético Mineiro. In seguito si trasferì al Guarani, iniziando una peregrinazione che lo portò in diversi stati brasiliani, tra cui San Paolo, Pernambuco, Paraná e Mato Grosso do Sul. Si ritirò nel 1989 con la maglia del São José.

### Nazionale
Nel 1975 ottenne la convocazione per la Copa América. Fece dunque il suo esordio il 31 luglio a Caracas contro il Venezuela, giocando da titolare e venendo sostituito da Palhinha nel corso della partita. Fu poi presente per i tre incontri successivi contro Argentina e Venezuela, sempre da titolare, segnando in quest'ultimo incontro il gol del provvisorio 4-0. Ottenuto l'ingresso alla fase successiva, fu presente dall'inizio anche nella semifinale di ritorno contro il Perù a Lima, mentre all'andata il suo posto era stato appannaggio di Roberto Dinamite.

## Palmarès

### Club

#### Competizioni nazionali
- Campionato Mineiro: 3

Atlético Mineiro: 1970, 1973, 1976

### Individuale
- Capocannoniere del Campionato Mineiro: 1

1973 (15 gol)